# Pierre Teilhard de Chardin

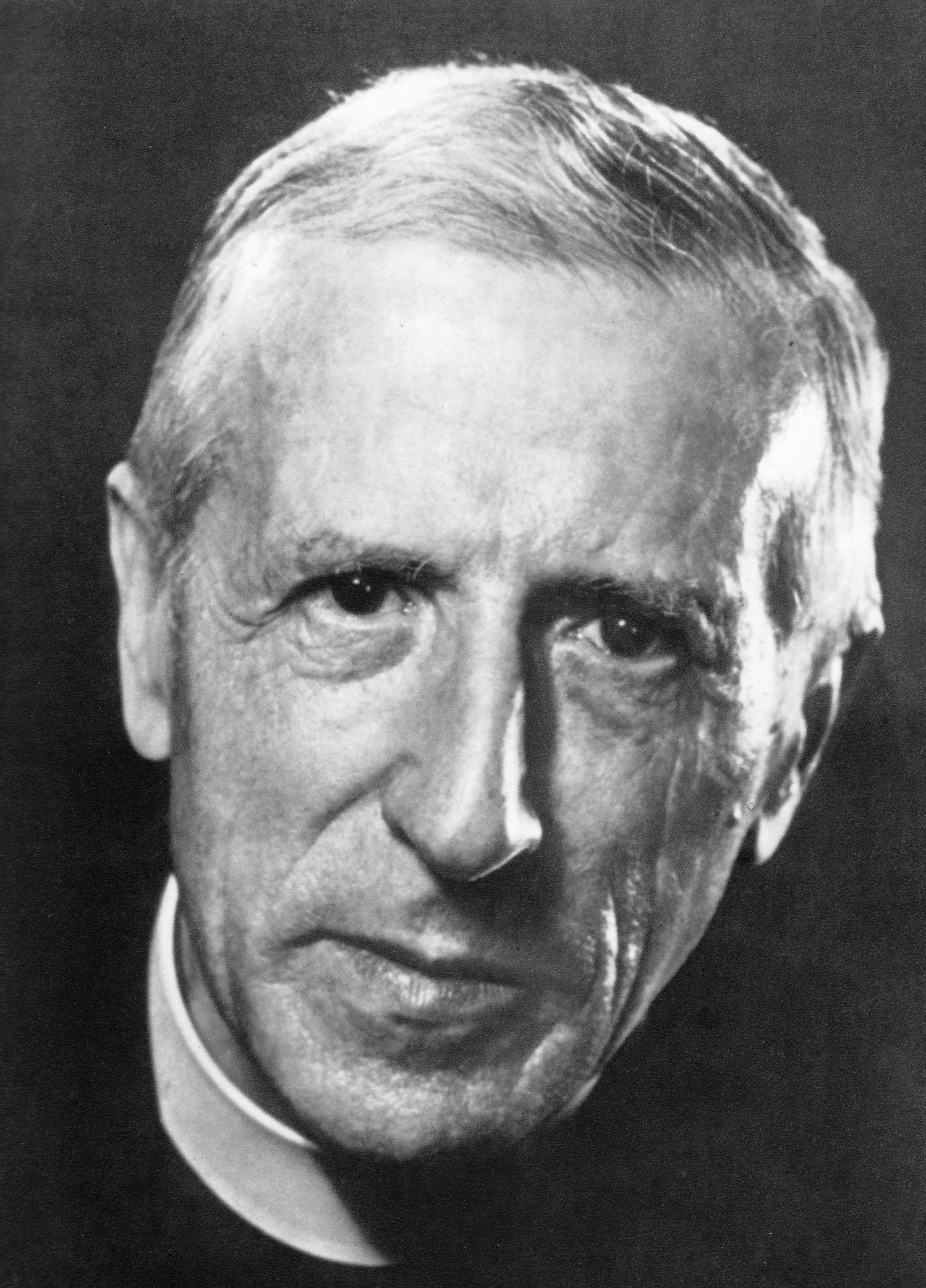
Pierre Teilhard de Chardin (1955)

Pierre Teilhard de Chardin SJ (wym. /pyɛr tɛ yar də ʃarˈdɛ̃/, wymowaⓘ; ur. 1 maja 1881 na zamku Sarcenat koło Clermont-Ferrand, zm. 10 kwietnia 1955 w Nowym Jorku) – francuski teolog, filozof, antropolog i paleontolog, jezuita.

## Życiorys
Teilhard de Chardin był czwartym z kolei dzieckiem w wielodzietnej rodzinie. Jego ojciec był kolekcjonerem amatorem. Jego sferę duchową kształtowała matka. Po ukończeniu zakonnej szkoły średniej w 1899 został jezuitą. W 1911 roku przyjął święcenia kapłańskie, a rok później rozpoczął studia na kierunku geologia i paleontologia w Paryżu. W czasie pierwszej wojny światowej pracował na froncie jako sanitariusz. Po wojnie Teilhard podjął działalność dydaktyczną w Instytucie Katolickim w Paryżu. W 1922 został doktorem nauk przyrodniczych i uczył dalej w instytucie jako profesor mianowany. Święte Oficjum uznało wypowiedzi Teilharda o ewolucji i grzechu pierworodnym za nieprawomyślne i zakazało mu publikacji o treści religijnej. De Chardin pragnął jednak być duchownym-naukowcem na wzór członków popularnego wówczas we Francji, a potępionego przez Święte Oficjum ruchu księży-robotników. W 1926 roku wyemigrował do Azji, pracował w Chinach, uczestniczył w wykopaliskach antropologicznych. W 1951 roku Teilhard udał się do USA, gdzie podjął pracę w instytucie naukowym przy Fundacji Wennera Grena w Nowym Jorku. W tym czasie wielokrotnie podróżował do Afryki w celach badawczych.

## Poglądy
Teilhard de Chardin był zwolennikiem biologicznego ewolucjonizmu, której próbował nadać znaczenie filozoficzne w duchu chrześcijaństwa (tzw. chrześcijański ewolucjonizm). Nawiązywał częściowo do filozofii egzystencjalnej Sørena Kierkegaarda i Karla Jaspersa. Twierdził, że cała rzeczywistość ma charakter dynamiczny i ewolucyjny, dąży od punktu Alfa do punktu Omega mając swój początek i koniec w osobie Jezusa Chrystusa. Sformułował „prawo złożoności i świadomości” ukazujące powiązanie między powiększaniem się złożoności świata materii i ewolucją biologiczną. W ewolucji ma się ujawniać skłonność materii do tworzenia coraz bardziej złożonych form uporządkowania, formy bardziej złożone są agregatami form mniej złożonych („prawo kompleksyfikacji”). Celem ewolucji człowieka i świata jest ostateczna jedność duchowa wszechświata. Według słów de Chardina całe stworzenie wzdycha w stronę mistycznego zjednoczenia z Bogiem. Teorie francuskiego jezuity znalazły zwolenników, do których zaliczali się m.in. jezuita Henri de Lubac (późniejszy kardynał) oraz Bruno de Solages. Henri de Lubac poświęcił dziełom Teilharda kilka swoich książek. Według niego to, co można określić jako fikcja teologiczna Teilharda de Chardin, jest „możliwym” dodatkiem do chrześcijańskiego Objawienia. Jednak według Philipe’a de la Trinité oraz Dietricha von Hildebranda system de Chardina „był deformacją chrześcijaństwa, które zostaje przekształcone w ewolucjonizm o charakterze naturalistycznym, monistycznym i panteistycznym”. De Chardin zamienił judeo-chrześcijańskie pojęcie Boga osobowego, który zawarł przymierze z ludzkością, na „ducha świata”, kierującego jego rozwojem.
Dodatkowo sami uczeni mieli zastrzeżenia co do naukowości podejścia de Chardina. Sir Peter Medawar, laureat nagrody Nobla w dziedzinie fizjologi i medycyny, mówił o mentalnym pomieszaniu i przesadzonej ekspresji tego autora, która graniczy z histerią. Według Medawara książka de Chardina The Phenomenon of Man nie posiada struktury naukowej, kompetencja w poruszanej dziedzinie jest skromna. Autor nie wie, co to jest ani logiczny argument, ani dowód naukowy i nie przestrzega norm wymaganych w badaniach naukowych. Zarzucono mu także fałszerstwo naukowe, tj. udział w sprawie tzw. człowieka z Piltdown. Udział de Chardina w nim pozostaje przedmiotem sporów.
Według Jacques’a Maritaina – mimo usiłowań de Chardina, by za wszelką cenę zachować Chrystusa – ten Chrystus, który wyłania się z wizji Autora, nie jest już Jezusem, Bogiem-człowiekiem, objawieniem Boga, Odkupicielem. Jest za to inicjatorem czysto naturalnego procesu ewolucyjnego i zarazem jego kresem, Chrystusem-Omegą. Maritain podkreślił, że zupełnie uprawnionym jest pytanie o to, dlaczego ta „siła kosmiczna” ma być nazwana Chrystusem.
Papież Franciszek docenia wkład eschatologiczny de Chardina  w swojej encyklice Laudato si', pisząc iż "Cel drogi wszechświata to Boża pełnia, którą osiągnął już zmartwychwstały Chrystus, będący fundamentem powszechnego dojrzewania". Jednocześnie Papież Franciszek wspomina tam, iż wkład ten został już wcześniej doceniony, choć nie w encyklikach, przez wcześniejszych papieży Pawła VI, Jana Pawła II i Benedykta XVI.

## Rzeczywistość kosmiczna, czyli ewolucyjna
W dzieciństwie fascynowało go wszystko, co gęste. Ciężkie metale, które kolekcjonował, były dla niego boskim tworzywem (oddawałem się kontemplacji, cieszyłem się posiadaniem i istnieniem mojego Boga-Żelaza).
Wszystko za sprawą konsystencji, w której doszukiwał się trwałości i niezniszczalności. Zauważył jednak, że na skutek erozji także metal ulega zniszczeniu.
Niezniszczalności doszukał się ponownie na studiach geologicznych, kiedy zauważył trwałość w tym co powszechne – w minerałach.
Pamiętna »konsystencja«, której dotychczas szukałem w tym, co twarde i gęste, zaczęła nieśmiało ukazywać się w tym, co elementarne i wszędzie obecne, a czemu ta wszechobecność mogłaby starczyć za niezniszczalność.
To właśnie pragnienie kontaktu z „powszechnym źródłem czy osnową bytów” sprawiło, że Teilhard de Chardin znalazł się na studiach geologicznych.
Spotkania z fizykami i pierwiastek wszystkich pierwiastków – atom dały Teilhard de Chardinowi poczucie Boga we wszystkim, co go otacza.
Oparł się teorii dualizmu:
Materia i duch – bynajmniej nie dwie rzeczy, lecz dwa stany, dwa oblicza tego samego tworzywa kosmicznego, zależne od kierunku, w jakim się na to tworzywo patrzy i szuka się jego przeszłości i przyszłości: czy tam, gdzie ono powstaje, czy też tam, gdzie się rozpada (...) Czemu na przykład wszechświat nie miałby obojętnie oscylować pomiędzy jednym a drugim biegunem, a nawet – po pewnej liczbie oscylacji – nie ustabilizować się nieruchomo na biegunie materii? Czy nie są więc możliwe różne schematy przebiegu ewolucji?.
Materia i duch były więc dla Teilhard de Chardina nierozerwalną całością. Ta duchowość jest „sercem” materii. Znalazł więc świat w Bogu (panenteizm) i dusze w każdym tworzywie.
Teilhard de Chardin w dziele Christianity and Evolution w rozdziale A Sequel to the problem of Human Origins:The plurality of Inhabitet Worlds rozpatrywał również problem, jak mogłyby być zbawione istoty pozaziemskie.

## Człowiek
Człowiek postawiony jest w centrum. Cały świat posiada świadomość w swoich cząsteczkach, natomiast świadomość człowieka przewyższa tę ze świata. U niego zamienia się ona w refleksję nad samym sobą. Świadomość nazwana jest widzeniem, gdyż życie polega na tym, aby widzieć, poznawać wszechświat. Jego zdaniem człowiek jest w ten sposób usytuowany we wszechświecie, że musi widzieć, poznawać, jako element konieczny życia. Owo lepsze i dalsze widzenie gwarantuje człowiekowi rozwój, co oznacza również rozwój wszechświata (patrzenie na wszystko jako na całość). Zatem intelekt człowieka odgrywa tutaj podstawową rolę (racjonalizm). Owo widzenie dotyczy również samego człowieka – sam staje się centrum obserwacji. Świadomość zagwarantowała umiejętność gromadzenia się. W odkrywaniu siebie i świata człowiek potrzebuje zespołu „zmysłów”, np. zmysł ogromu przestrzeni (wielkości i małości), zmysł głębi (poznawanie dalsze niż bezpośrednia rzeczywistość), zmysł liczby (możliwość uchwycenia wielości elementów, które biorą udział w nawet najmniejszej przemianie świata), zmysł proporcji (dostrzeganie różnic w skali fizycznej), zmysł jakości lub nowości, zmysł ruchu (odkrywanie rozwoju ukrytego w tym, co najpowolniejsze). Zmysły te są konieczne do uporania się z nieruchomością wszechświata, dzięki nim zdajemy sobie wręcz sprawę z naszego centralnego miejsca we wszechświecie jako człowieka.
Człowiek pojawił się we wszechświecie jako efekt jednej z mutacji. Inne gatunki stoją, lub zanikają, natomiast typ ludzki od pewnego czasu się rozwija. Cechy człowieka jako ludzkości: potęga ekspansji, szybkość różnicowania się, stałość nieprzerwanego rozwoju nad zdolnością, zdolność łączenia się, koncentrowania różnych cech właściwych poszczególnym odgałęzieniom gatunku ludzkiego. Intensywny rozwój mózgu ludzkiego – względem innych gatunków, a nawet człowiekowatych – nazywa się procesem cefalizacji. Jednak zdaniem de Chardina jako gatunek znajdujemy się w wieku wczesnej młodości.
Miejsce człowieka we wszechświecie de Chardin tłumaczy racjonalistycznie; świat składa się z materii, a jednostki materii układają się liniowo – wielkości najniższe, sfera najwyższa oraz średnia – i właśnie w niej znajduje się człowiek. Wszystkie te wielkości są nieskończone. Pierwsza reakcja człowieka wobec nieskończonej małości (świat zbudowany z miliardów cząstek) oraz wielkości (wszechświat) to zdumienie oraz zniechęcenie. Radą na to jest zdanie sobie sprawy z istnienia również i trzeciej nieskończoności – nieskończoności złożoności jako zrównoważenie małości oraz wielości.
Odmiany postaw wobec życia: ludzie zmęczeni, hedoniści, i ludzie żarliwi. Ludzie zmęczeni – można im przypisać tezę – nie być wcale. Przykładem jest np. pesymizm schopenhauerowski. Pesymizm to powrót w przeszłość, pragnienie szczęścia, życia bez kłopotów, bez ryzyka, bez wysiłku. Hedonizm – teza być mniej, to szczęście przyjemności, cel życia to nie działać, lecz korzystać. Szczęśliwy jest ten, kto umie wyssać z chwili smak. Ludzie żarliwi – teza: być więcej, cechuje ich szczęście wzrastania, życie dla nich to wspinanie się. Żadna zmiana ich nie uszczęśliwia, jeśli nie dokonuje się w pochodzie w górę.
Poznanie, wiedza dla człowieka stała się podstawą prawdziwej wizji rzeczywistości, ewolucja człowieka to ewolucja kulturowa, gdyż zależy w olbrzymiej mierze od znajomości świata i siebie samego. Warunkami postępu są wzrost świadomości i powiększanie wiedzy. Dalszy etap rozwoju ludzkości prowadzi do punktu szczytowego – jest to idealne społeczeństwo, które jest czymś w rodzaju urzeczywistnionego „Królestwa Bożego” na ziemi. To idealne społeczeństwo będzie rządzone wyłącznie rozumem, znikną w nim wszelkie przejawy chaosu. Będzie dominował ład i harmonia, a intelekt będzie wywyższony do nieznanych dotąd granic.

## Teilhardyzm wNew Age
Jedna z twórczyń ruchu New Age, Marilyn Ferguson, pisząc swoją książkę Konspiracja wodnika, zapytała swoich 185 współtowarzyszy w ruchu, kto wywarł największy wpływ na ich poglądy. Najczęściej podawanym nazwiskiem był właśnie Pierre Teilhard de Chardin. Jeden z przywódców ruchu, dyplomata ONZ, Robert Muller, po latach przyznał się do przeżywania „iluminacji teilhardowskich” związanych z nabywaniem „świadomości kosmicznej”.